# امرائو جان (فیلم ۱۹۸۱)
امرائو جان (به هندی: Umrao Jaan) فیلمی محصول سال ۱۹۸۱ و به کارگردانی مظفر علی است. در این فیلم بازیگرانی همچون ریکا، فاروغ شیخ، نصیرالدین شاه، دینا پاتک، راج بابار، بهارات بوشان ایفای نقش کرده‌اند.